# Томас Ентони Харис
Томас Ентони Харис (енгл. Thomas Anthony Harris; Сан Антонио, 18. април 1910 — Сакраменто, 4. мај 1995) био је амерички психијатар и писац који се прославио својим приручником за самопомоћ I'm OK, You're OK (1967). Књига је била бестселер, а њено име је током 1970-их постало клише.

## Каријера
Године 1938. дипломирао је на Универзитету Арканзаса, 1940. докторирао на Медицинском факултету Универзитета Темпле. Придружио се морнарици као медицински приправник. Био је на броду USS Pelias (AS-14) када је нападнут на Перл Харбору децембра 1941. године и због тога је трајно изгубио слух. По завршетку стажа 1942. године, започео је усавршавање из психијатрије у болници Света Елизабета у Вашингтону. Вратио се у морнарицу након завршетка боравка. Пред крај рата је служио као главни психијатар на болничком броду USS Haven (AH-12). Постао је начелник Одељења морнарице за психијатрију, а службу команданта је завршио 1954.
Након пензионисања, постао је начелник Одељења институција у Вашингтону. За то време, одиграо је кључну улогу у сузбијању побуне у затвору са максималном безбедношћу у Вола Воли. Међутим, убрзо се уморио од бирократског посла и отворио је приватну психијатријску болницу у Сакраменту 1956. године.
Био је дугогодишњи пријатељ и сарадник Ерика Берна, оснивача трансакционе анализе, почевши од времена када су обојица били међу малобројним психијатрима у америчкој војсци. Такође, био је један од оснивача Берновог семинара о трансакционој анализи у Сан Франциску, који се састајао недељно више од једне деценије и који је развио главне концепте техничке помоћи. Као члан предавања Међународног удружења за трансакциону анализу, био је рани заговорник групне психотерапије, уместо традиционалне психоанализе, за коју га је обучавао Хари Стек Саливан.

## Публикације
Током 1985. објавио је Staying OK, наставак књиге I'm OK, You're OK, коју је написао са својом супругом, новинарком и предавачицом Ејми Бјорк Харис (рођена 1929).